# باتمان: ذا إنمي ويثن
باتمان:  العدو في الداخل (بالإنجليزية: -The Enemy Within)‏، هي لعبة فيديو إلكترونية أمريكية من نوع المسلسل التفاعلي الصوري، وتأشير ونقر، صدرت في 8 أغسطس سنة 2017م، وهي الجزء الثاني من سلسلة باتمان للقصص التفاعلية، وهي من إنتاج وتطوير ستوديو شركة تلتيل تول، وهي مرخصة من وارنر برذرز، وتعمل لعدة أنظمة التشغيل ومن بينها بلاي ستيشن 4 وإكس بوكس ون ومايكروسوفت ويندوز، حيث أن اللعبة تدعم اللغة العربية.